# Campeonato Carioca 1922
In 1922 werd het zeventiende Campeonato Carioca gespeeld voor voetbalclubs uit de toen nog Braziliaanse hoofdstad Rio de Janeiro. De competitie werd gespeeld van 2 april tot 1 september. America werd de kampioen.
De competitie werd verdeeld in een Serie A en een Serie B. Beide maken deel uit van de hoogste klasse, maar enkel de Serie A, waar de sterkere teams spelen, levert de kampioen af. De winnaar van de Serie B speelt een play-off om het jaar erop in de Serie A te mogen spelen. 

## Serie A
| Plaats | Club             | Wed. | W | G | V | Saldo | Ptn. |
| ------ | ---------------- | ---- | - | - | - | ----- | ---- |
| 1.     | America          | 12   | 9 | 0 | 3 | 19:7  | 18   |
| 2.     | Flamengo         | 12   | 7 | 3 | 2 | 24:11 | 17   |
| 3.     | Fluminense       | 12   | 7 | 2 | 3 | 24:12 | 16   |
| 4.     | Botafogo         | 12   | 6 | 3 | 3 | 21:13 | 15   |
| 5.     | Bangu            | 12   | 3 | 2 | 7 | 22:29 | 8    |
| 6.     | Andarahy         | 12   | 2 | 3 | 7 | 17:36 | 7    |
| 7.     | São Cristóvão AC | 12   | 0 | 3 | 9 | 11:30 | 3    |

|  | Kampioen |
|  | Play-off |

## Serie B
| Plaats | Club          | Wed. | W  | G | V | Saldo | Ptn. |
| ------ | ------------- | ---- | -- | - | - | ----- | ---- |
| 1.     | Vasco da Gama | 12   | 10 | 1 | 1 | 36:10 | 21   |
| 2.     | Villa Isabel  | 12   | 10 | 0 | 2 | 26:11 | 20   |
| 3.     | Americano     | 12   | 6  | 2 | 4 | 26:23 | 14   |
| 4.     | Carioca FC    | 12   | 5  | 2 | 5 | 26:34 | 12   |
| 5.     | Palmeiras     | 12   | 1  | 5 | 6 | 18:35 | 7    |
| 6.     | Mangueira     | 12   | 2  | 2 | 8 | 24:33 | 6    |
| 7.     | Mackenzie     | 12   | 0  | 4 | 8 | 17:27 | 4    |

|  | Play-off |

## Play-off
De wedstrijd eindigde op een gelijkspel, beide clubs werden in 1923 opgenomen in de Série A. 
|            |                  |       |               |                          |
| 5 november | São Cristóvão AC | 0 – 0 | Vasco da Gama | Botafogo, Rio de Janeiro |
| 5 november |                  |       |               | Botafogo, Rio de Janeiro |

### Kampioen
| Campeonato Carioca de 1922  |
| Rio de Janeiro              |
| --------------------------- |
| AMERICA Kampioen (3° titel) |